# Al-Nu'man ibn Muqarrin
al-Nuʿmān ibn Muqarrin al-Muzanī (in arabo ﺍﻟﻨﻌﻤﺎﻥ ﺑﻦ ﻣﻘﺮﻥ ﺍﻟﻤﺰﻧﻲ‎?; ... – Nihavand, 641) è stato un Sahaba e un guerriero.

## Biografia
Comandante musulmano nelle grandi conquiste islamiche (futūḥāt) del VII secolo, all'epoca del califfato di ʿUmar b. al-Khaṭṭāb, apparteneva alla tribù araba dei B. Muzayna. Venne a sapere delle attività religiose messe in atto da Maometto e volle conoscerlo non appena questi si trasferì a Yathrib (poi Medina) con l'Egira (622).
Si recò quindi nella città-oasi del Ḥijāz coi suoi dieci fratelli e 400 cavalieri della sua tribù e, per ovviare all'imbarazzo di presentarsi a Maometto senza donativi, vista la carestia che aveva colpito i Muzayna, impose ai suoi contribuli di dargli ciò che potevano in ovini.

Assolto quest'obbligo morale, al-Nuʿmān e il suo seguito si convertirono all'Islam, nel tripudio dei musulmani che non avevano fino ad allora assistito a una simile imponente conversione di massa.
(Corano, Sūra al-Tawba, IX:99)
Al-Nuʿmān partecipò a tutti i più rilevanti fatti d'arme della prima Umma e alla Guerra della ridda. Durante il califfato di ʿUmar, al-Nuʿmān prese parte con onore alla conquista islamica della Persia, ricoprendo posizioni di comando.
Su incarico di Saʿd b. Abī Waqqāṣ e poco prima della battaglia di al-Qādisiyya, si recò alla testa di una delegazione alla corte dell'Imperatore sasanide Yazdegerd III che reagì con sdegno all'invito dell'emissario musulmano a convertirsi alla fede islamica e a riconoscere l'autorità del Profeta, preannunciandogli per tutta risposta l'invio contro i musulmani di un esercito al comando di Rostam Farrokhzād.
Dopo la disfatta di al-Qādisiyya cadde anche Ctesifonte ma Yazdegerd provò a organizzare un'estrema resistenza nelle province orientali dell'Impero, arruolando un esercito di 150.000 persone da scagliare contro i musulmani, mentre Medina rispondeva affidando ad al-Nuʿmān b. Muqarrin la guida di un suo esercito.

I musulmani si scontrarono coi Persiani, comandati da Fīrūzan, nella difficile battaglia di Nihavand, dalla quale uscirono a fatica vittoriosi (tanto da chiamarla "la vittoria delle vittorie"), ma dovettero subire la grave perdita del loro comandante, il cui cadavere fu pietosamente coperto da suo fratello Naʿīm con un mantello (burda) per sottrarlo ai possibili insulti degli sconfitti.